# Cylindromyia thompsoni
Cylindromyia thompsoni är en tvåvingeart som beskrevs av Guimaraes 1976. Cylindromyia thompsoni ingår i släktet Cylindromyia och familjen parasitflugor. Inga underarter finns listade i Catalogue of Life.